# Солдатский сельсовет (Липецкая область)
Солда́тский сельсове́т — сельское поселение в составе Тербунского района Липецкой области.
Административный центр — село Солдатское.

## История
Сельское поселение образовано на основании Закона Липецкой области от 02.07.2004 № 114-ОЗ «О наделении муниципальных образований в Липецкой области статусом городского округа, муниципального района, городского и сельского поселения». Границы поселения определены Законом Липецкой области от 23.09.2004 № 126-ОЗ «Об установлении границ муниципальных образований Липецкой области».

## Население
| 2009  | 2010  | 2012  | 2013  | 2014  | 2015  | 2016  |
| ----- | ----- | ----- | ----- | ----- | ----- | ----- |
| 1830  | ↘1772 | ↘1745 | ↗1746 | →1746 | →1746 | ↗1754 |
| 2017  | 2018  | 2021  |       |       |       |       |
| ↗1760 | ↘1740 | ↘1677 |       |       |       |       |

## Состав сельского поселения
| № | Населённый пункт | Тип населённого пункта       | Население |
| - | ---------------- | ---------------------------- | --------- |
| 1 | Петровское       | деревня                      | ↘443      |
| 2 | Русовка          | деревня                      | ↘8        |
| 3 | Солдатское       | село, административный центр | ↘1317     |
| 4 | Языково          | деревня                      | ↘4        |

## Экономика
Большинство сельскохозяйственных земель поселения обрабатывается ООО «Тербуны-Агро», часть земель принадлежит крестьянско-фермерским хозяйствам.
На территории поселения функционируют 3 магазина ПО «Меркурий», 5 павильонов.

## Образование и культура
В поселении работают: общеобразовательная школа (до 2010 года средняя школа), детский сад, дом культуры и библиотека.
В селе Солдатское в 1815 году на средства прихожан построена церковь Успенской Божьей Матери. В 1895 году церковь расширена пристройкой трапезной и приделов. В настоящее время ведётся её реконструкция.

## Здравоохранение
На территории поселения находятся 2 фельдшерско-акушерских пункта.

## Известные уроженцы
Мячин, Василий Дмитриевич — Герой Советского Союза.